# Shūrābeh-ye Soflá (ort, lat 33,40, long 47,43)
Shūrābeh-ye Soflá (persiska: شورابِۀ سُفلَى دُو, شورابه سفلى, Shūrābeh-ye Soflá Do) är en ort i Iran.   Den ligger i provinsen Lorestan, i den västra delen av landet, 400 km sydväst om huvudstaden Teheran. Shūrābeh-ye Soflá ligger 1 197 meter över havet och antalet invånare är 192.
Terrängen runt Shūrābeh-ye Soflá är huvudsakligen kuperad, men norrut är den platt.Runt Shūrābeh-ye Soflá är det ganska tätbefolkat, med 52 invånare per kvadratkilometer. Närmaste större samhälle är Chaqābol, 14,6 km sydost om Shūrābeh-ye Soflá. Omgivningarna runt Shūrābeh-ye Soflá är i huvudsak ett öppet busklandskap.